# NK Radnik Vrbica
Nogometni klub Radnik Vrbica hrvatski je nogometni klub iz Vrbice, sela u općini Semeljci. Trenutačno se natječe u 2. ŽNL Osječko-baranjskoj NS Đakovo.

## Povijest
Iako se nogomet u Vrbici počeo igrati još 1938. godine, NK Radnik osnovan je tek 1963. godine na temeljima starog kluba NK Zadrugar, koji je postojao od 1948. do 1963. godine.
Najveći uspjesi kluba su dva nastupa u finalu kupa Đakovštine početkom sedamdesetih godina, zatim sezona 1973./74. kada je osvojeno prvo mjesto u Općinskoj ligi Đakovo i sezona 1980./81. kada NK Radnik osvaja naslov u Prvom razredu NS Đakovo, a time i povratak u Općinsku ligu.
Juniori NK Radnik osvajaju Kup Đakovštine 1975. godine.
U razdoblju od 1998. do 2004. godine NK Radnik zbog financijskih poteškoća prestaje s djelovanjem, da bi 2004. godine ponovo nastavio s radom uključivši se u natjecanje u 3. ŽNL osječko-baranjskoj, Nogometnog središta Đakovo, u kojoj se nalazi i danas.
Osim seniorske, u klubu trenutno ne postoje mlađe kategorije nogometaša u službenim natjecanjima.

## Statistika u prvenstvima od sezone 2004./05.
| 16.       | Rang | Liga                                                  | Pozicija | Utakmice | Pobjede | Neodlučeno | Porazi | Postignuti golovi | Primljeni golovi | Bodovi  |
| 2004./05. | 6.   | 3. ŽNL Osječko-baranjska, NS Đakovo                   | '        |          |         |            |        |                   |                  |         |
| 2005./06. | 6.   | 3. ŽNL Osječko-baranjska, NS Đakovo                   | 2.       | 28       | 17      | 5          | 6      | 93                | 44               | 56      |
| 2006./07. | 6.   | 2. ŽNL Osječko-baranjska, NS Đakovo (Liga za prestiž) | 16.      | 30       | 4       | 0          | 26     | 21                | 140              | 7 (–5)  |
| 2007./08. | 7.   | 3. ŽNL Osječko-baranjska, NS Đakovo                   | '        |          |         |            |        |                   |                  |         |
| 2008./09. | 7.   | 3. ŽNL Osječko-baranjska, NS Đakovo                   | 13.      | 24       | 4       | 1          | 19     | 36                | 86               | 12 (–1) |

## Vanjske poveznice
- Profil, HNS Semafor